# Paul Charles Dubois
Pour les articles homonymes, voir Dubois et Paul Dubois.
Paul Charles Dubois, né le 28 novembre 1848 à La Chaux-de-Fonds en Suisse et mort le 4 novembre 1918 à Berne, est un neurologue, neuropathologiste et psychothérapeute suisse. Il est considéré comme l'un des pionniers de la psychothérapie.

## Biographie
Fils et petit-fils d'horlogers, il fait ses études de médecine à Berne ou il s'installe et pratique la médecine, notamment l'électrologie. Après avoir beaucoup publié sur le domaine et même avoir inventé un appareil, il se tourne vers ce qu'aujourd'hui nous appellerions la médecine psychosomatique. C'est ainsi qu'il construit sa technique psychothérapeutique sous forme d'un dialogue socratique. L'hypnose était sur le déclin, Freud allait élaborer sa théorie des névroses. Dubois était dans une sorte de middle-group de psychothérapeutes qui ne pratiquaient ni hypnose ni psychanalyse. Dans un dialogue, il cherchait à convaincre que ses patients (psychosomatiques) n'étaient pas malades. Il les examinait sur le plan somatique mais surtout et avant tout dialoguait avec eux dans un but de persuasion qui peut être vu comme une forme de suggestion. Dubois est resté éloigné de la psychanalyse qu'il connaissait et il n'est pas sûr que Freud ait eu connaissance de ses travaux.  L'homme aux loups (Serge Pankejeff) devait être initialement traité à Berne par Dubois, mais à Vienne il a rencontré Freud, est devenu son patient et a renoncé à aller chez Dubois. Il a encore connu d'illustres patients qu'il a soignés à Berne selon un régime sévère : hospitalisation d'un mois, régime alimentaire, etc. Ce médecin pouvait faire preuve d'un acharnement thérapeutique parfois démesuré. Il s'est engagé politiquement en défendant des thèses pacifistes, et en promouvant activement la neutralité de la Suisse dans la guerre 14-18.
- De l'influence de l'esprit sur le corps, 1901, plusieurs fois réédité et traduit et qui présente sa thèse de "psychothérapie relationnelle"
- Les psychonévroses et leur traitement moral, 1904 chez Masson avec une préface de Jules Dejerine Rééd. 2007, Ed.: L'Harmattan,  (ISBN 978-2-296-04122-6).

Les deux livres deviendront des « best-sellers ».

## Autres Œuvres
L'éducation de soi-même, édition originale1909, 6e édition en 1916, chez Masson et Cie
Raison et sentiment, conférence faite à l'Aula de l'Université de Berne le 3 mars 1910, chez A.Francke, Berne